# Glossaire des bâtiments
(Sont compris dans cette liste les édifices, ne sont pas compris les locaux, les divisions et les parties subdivisées dans des édifices : les cabinets, salle, office etc.)
Groupes thématiques
Bâtiments religieux -
Édifices hauts -
Édifices usuels et monuments types-
Voir aussi : Glossaire de l'immobilier - Glossaire de l'architecture 
- Haut – A
- B
- C
- D
- E
- F
- G
- H
- I
- J
- K
- L
- M
- N
- O
- P
- Q
- R
- S
- T
- U
- V
- W
- X
- Y
- Z

## Glossaires

### A
- Abattoir,
- Abbaye,
- Abri,
- Aciérie,
- Aérogare,
- Aéroport,
- Ambassade,
- Amphithéâtre (monument),
- Animalerie,
- Aquarium public,
- Arc de triomphe,
- Archives,
- Arène,
- Armurerie,
- Arsenal,
- Atelier de peintre,
- Atelier de photographe,
- Atelier tapisserie,
- Atelier tissage,
- Auberge,
- Aubette (abri),
- Auditorium

### B
- Bain-douches publics,
- Banque,
- Baptistère,
- Baraque,
- Barrière d'octroi,
- Basilique,
- Bastion,
- Bazar (ancien lieu marchand),
- Beffroi,
- Bergerie,
- Bibliothèque,
- Biscuiterie,
- Blanchisserie (buerie),
- Bonneterie,
- Borie,
- Boulangerie,
- Boulodrome,
- Bourse de commerce,
- Bourse du travail,
- Bowling,
- Boyerie,
- Brasserie,
- Brasserie (restaurant),
- Briqueterie,
- Buanderie,
- Bunker (casemate),
- Bureaux (immeuble)

### C
- Cabane,
- Cabaret music-hall,
- Câblerie,
- Café,
- Caisse d'allocations familiales,
- Caisse sécurité sociale,
- Campanile,
- Campus,
- Capitainerie,
- Carrosserie,
- Cartonnerie,
- Casemate,
- Caserne militaire,
- Caserne pompiers,
- Casino,
- Castel,
- Cathédrale,
- Cave,
- Caveau,
- Cellier,
- Cénotaphe,
- Central téléphonique,
- Centrale électrique,
- Centrale nucléaire,
- Centre commercial,
- Centre de détention,
- Centre de vacances ou de loisirs,
- Centre hospitalier ,
- Centre de tri postal.
- Chai (viticulture),
- Chambre des députés (> C),
- Chalet,
- Chancellerie,
- Chapelle,
- Château,
- Château fort,
- Château d'eau,
- Chaufferie,
- Chenil,
- Chocolaterie,
- Cirque d'hiver,
- Citadelle,
- Cité administrative,
- Cité universitaire,
- Cloître,
- Collège,
- Colombarium,
- Colombier,
- Condotel,
- Confiturerie,
- Conservatoire de musique,
- Conserverie,
- Consulat,
- Corderie,
- Couvent,
- Crèche,
- Crématorium,
- Crypte

### D
- Dancing,
- Déchèterie,
- Discothèque,
- Dispensaire médical,
- Distillerie,
- Dojo,
- Dôme

### E
- Ecole,
- Écurie,
- Édifice religieux,
- Église,
- Entrepôt,
- Entrepôt chambres fortes,
- Entrepôt frigorifique,
- Épicerie,
- Équipement sportif,
- Étable

### F
- Faïencerie,
- Fare ou faré (polynésie),
- Fenil,
- Ferme,
- Ferronnerie,
- Filature,
- Folie,
- Fonderie,
- Fontaine,
- Forge,
- Fort, Forteresse,
- Foulon (moulin),
- Four boulangerie industrielle,
- Four plâtrerie,
- Foyer,
- Foyer travailleurs,
- Fromagerie,
- Funérarium

### G
- Galerie marchande,
- Galerie d'art,
- Gallodrome,
- Garage,
- Garde-meubles,
- Gare,
- Gibet,
- Gîte,
- Glacière,
- Gloriette,
- Grand magasin,
- Gratte-ciel,
- Grange,
- Grenier,
- Gymnase

### H
- Habitation (immeuble),
- Habitation légère de loisirs (bungalow),
- Halle (construction),
- Hammam,
- Hangar,
- Hangar agricole,
- Hangar aéronefs,
- Haras,
- Héliport,
- Hippodrome,
- Hôpital,
- Horlogerie,
- Hôtel,
- Hôtel de police,
- Hôtel de ville,
- Hôtel des postes,
- Hôtel particulier,
- Hôtel préfecture,
- Hypermarché

### I
- Immeuble de bureaux,
- Immeuble de rapport
- Immeuble d'habitation,
- Imprimerie,
- Imprimerie journal,
- Incinérateur de déchets

### J
- Jardin botanique,
- Jas (construction)

### K
- Kiosque à musique,
- Kot

### L
- Laboratoire,
- Laiterie,
- Laverie,
- Lavoir,
- Lunetterie,
- Lycée

### M
- Magasin,
- Mairie,
- Maison,
- Maison close,
- Maison de correction,
- Maison de la Culture,
- Maison de quartier,
- Maison de retraite,
- Maison forte,
- Manège hippique,
- Manoir,
- Manufacture des tabacs,
- Marché-gare,
- Mas (construction),
- Maternité,
- Médiathèque,
- Mémorial,
- Mémorial bois,
- Menuiserie métal, serrurerie,
- Ministère,
- Minoterie,
- Mirador,
- Monastère,
- Monument aux morts,
- Mosquée,
- Moulin,
- Moulin à eau,
- Moulin à marée,
- Musée,
- Musée scientifique,
- Muséum

### O
- Observatoire,
- Opéra (édifice),
- Orangerie,
- Oratoire

### P
- Palace (hôtel),
- Palais,
- Palais de justice,
- Panoptique,
- Panorama,
- Papeterie,
- Parfumerie,
- Parlement,
- Patinoire,
- Pavillon (architecture),
- Pavillon de chasse
- Pavillon d'exposition,
- Pêcherie,
- Phare,
- Pharmacie,
- Pigeonnier,
- Piscine,
- Pont,
- Porcherie,
- Poulailler,
- Pressoir,
- Prison,
- Puits

### R
- Raffinerie pétrole,
- Raffinerie sucre,
- Refuge de montagne,
- Résidence universitaire,
- Restaurant auberge

### S
- Salle de cinéma,
- Salle,
- Salle de spectacle,
- Salle polyvalente,
- Salle de sport,
- Salle tennis,
- Sanatorium,
- Sanctuaire,
- Sauna,
- Savonnerie,
- Scierie,
- Séchoir,
- Sénat,
- Serre,
- Siège social,
- Silo agricole,
- Stade,
- Station de métro,
- Station de tramway,
- Station d'épuration,
- Station-service,
- Station téléphérique
- Studio cinéma,
- Studio d'enregistrement,
- Studio radio
- Studio télévision,
- Supermarché,
- Synagogue

### T
- Taillanderie (forge d'outils coupants),
- Tannerie,
- Taverne
- Teinturerie,
- Télégraphe,
- Temple,
- Tétrapyle (monument),
- Théâtre grec (monument),
- Théâtre (édifice),
- Théâtre anatomique,
- Thermes,
- Tour (édifice),
- Tour de guet,
- Tour de défense,
- Tour d'observation,
- Tréfilerie,
- Tremplin de ski,
- Tribunal,
- Tuilerie,

### U
- Université,
- Usine,
- Urinoir,

### V
- Vélodrome,
- Verrerie - cristallerie,
- Villa,
- Vivarium

### Z
- Zoo,
- Ziggourat